# Lingua maligo
La lingua maligo è una lingua parlata nell'Africa sudoccidentale (Angola), appartenente alla famiglia delle lingue khoisan;  fa parte del gruppo delle lingue juu (ramo settentrionale delle lingue khoisan).
La lingua maligo è parlata da circa 2.000 persone (anno 2000) prevalentemente stanziate nella parte settentrionale della Namibia (nella regione del cosiddetto Dito di Caprivi).
La lingua maligo è una lingua tonale, contraddistinta (come tutte le lingue khoisan) dalla presenza di numerose consonanti clic (prodotte facendo schioccare la lingua contro il palato o contro i denti).